# ゼロスフォース
ゼロスフォース（ZEROS FORCE）とはコナミのシューティングゲーム『沙羅曼蛇』を初めとした『グラディウス』シリーズに登場する架空の生命体。サラマンダ軍のボスであり、バクテリアン軍の生物兵器である。
『沙羅曼蛇』以降も、様々な形で登場する。

## 概要
見た目は半透明の紅い球体状で、ひとつあるコアから血管状のものが全体に走っている。キャラクターデザインは眼底写真（実写注意）を元にしていると思われる。
攻撃は基本的にしてこないが、一部の作品では攻撃をしてくるものもある。弱点は『沙羅曼蛇（AC版）』、『ライフフォース』ではゼロスフォースを支える4つの台だが、他の作品ではコアなどの本体である。
攻撃を加えると画面奥方向に落下し、独特の断末魔をあげながら爆発してしまう。この断末魔から、「ヴァー」、「ヴァー様」などの愛称がグラディウスファンから付けられている。
『沙羅曼蛇』においてバクテリアン星団の精鋭戦隊、サラマンダ軍の究極生命システマイザーとして、惑星ラティスを惑星生命体と変え、侵略しようとしたが、ラティスの第一王子ブリティッシュ王子とラティスの救援に駆けつけたグラディウス兵士により、サラマンダ本星を破壊され、退却する（ゲームのエンディングで星が爆発する前に脱出する描写がある）。
MSX版では惑星ラティスのオゾン層を汚染し、ラティスの生命を危険にさらしたが、シードリーク作戦により除去される。
『グラディウスV』ではバクテリアン軍の生物兵器として、惑星グラディウスの衛星軌道上へ大量にワープアウトされ、宇宙ステーションに大打撃を与えた。ただしゲーム上では生物兵器というよりは、『グラディウスII』ステージ1における人工太陽の様な障害物として役割が強い。
『オトメディウス』では、侵略対象の惑星をゼロス化（要塞惑星化）する際、制圧した地域の地下に設置される「惑星改変生体」という設定である。

## 登場作品
- 沙羅曼蛇

いずれの作品も自機の後方（画面の下）から登場する。
AC版ではステージ6のボスとして登場。攻撃はしてこない。ゼロスフォースを支える4つの台を破壊すると倒すことができ、倒すと断末魔をあげる。ゼロスフォース登場後、動きは遅くなるものの、強制スクロールは進行しており、4つの台を破壊できなければ本体に押し潰される。
PCE版でもステージ6のボスとして登場するが、AC版より変更点が多い。弱点がコアとなり、コアを一定間隔で開いて自機に向かって電撃を放つようになった。この電撃は自機に当たり判定があるだけでなく、自機のマルチプルを消滅させてしまう（電撃を受けたマルチプルに随伴していたマルチプルは、フリー状態となって後方に流れる）。なお、アイテムを持ったグレムリンが援護射撃にくるので、マルチプルを失っていても再びパワーアップすることは可能。また、ゼロスフォースが登場すると強制スクロールが止まるようになっており、倒すとスクロールを再開する。
FC版ではステージ6のボスとして「ビッグアイ」の名前で登場。小さい龍（沙羅曼蛇）に自分の周りを護衛させており、これを倒さないとゼロスフォースを攻撃できない。弱点はコアで、コア以外の本体には弾の当たり判定がない。
MSX版では「OPERATION FOUR -CRUSH SALAMANDER-」の中ボスとして「アウターリミッツ」の名前で登場。攻撃せずに漂うだけだが、自機の後ろからオプションを奪う「オプションイーター」が1つずつ飛んでくる。弱点はコア。
- ライフフォース

超生命体ライフフォースの中核としてステージ6に登場。攻撃方法、弱点共に沙羅曼蛇（AC版）と変わらない。
- グラディウスII（FC版）

ステージ5のボスラッシュの四番手として、「ビッグアイ」の名前で登場。画面を点滅させて電撃を放ち（当たり判定は無い）、いくつかの小さな球体を自機目掛けて飛ばしてくる。弱点はコアで、耐久力が高い。
- グラディウス外伝

ステージ2において、上ルートの途中で他のボスに紛れて残骸（遺骸?）が放置されている（いわゆる地形）。また下ルートのボス、ノービルの核として登場。ノービルを倒すと中からゼロスフォースが現れ、巨大化して消える（当たり判定は無い）。
また、ステージ9の最終ボスO.V.U.Mが『沙羅曼蛇』のイントルーダーからゼロスフォースへと変化し、さらに変化してゴーレムとなる。こちらは当たり判定がある。
- グラディウスIV -復活-

ステージ6のボス、ベリアールの眼として登場。激しいレーザー攻撃を繰り出す。ベリアールを倒すとゼロスフォースだけ残り巨大化、レーザーを乱射した後、4つに割れて縮小し消滅する。時間切れになった場合でもゼロスフォースのみ残り、その後消滅。この場合レーザーは乱射しない。
- グラディウスV

ステージ1の宇宙空間で中型雑魚として大量に漂っている。撃破すると断末魔をあげ、2周目以後は撃破と同時に通常弾を放射状に撒き散らして攻撃を仕掛けてくる。
- グラディウスNEO

ステージ2に中型雑魚キャラとして「ゼロス」の名前で登場。自機を見つけると小型の「プチゼロス」をいくつか放出し、自機を追尾させてくる。
- グラディウスNEO -IMPERIAL-

ステージ4に中型雑魚キャラとして「ゼロス」の名前で登場。攻撃方法も『グラディウスNEO』と同じ。
- オトメディウス

バーサスミッションの最終ボスとして登場する。名前は“Z.F.F”（ゼロスフォースフォーチューン）。12個のゼロスフォースが自機を囲むように配置されており、ゼロスフォースを収納している機械から雑魚や弾などを射出する。Z.F.Fの大きさは1画面内に収まらず、円を描くように前後左右にスクロールが変化するようになっている。攻撃の激しさ、高い耐久力、そして制限時間があるのですべてのゼロスフォースを破壊するのは一筋縄ではいかない。
シングルミッションでは、上記のとおり地球をゼロス化（バクテリアン要塞化）させるために東京の地中深く打ち込まれた惑星改変生体という設定のためプレイヤーとの直接対決は無いが、ゼロスフォース本体より東京全体へ張り巡らされた菌糸状の神経ケーブルの端末が触手となってプレイヤーを襲う。東京ステージに存在するゼロスフォースの破壊には「熱い斗魂とゲリラ戦術の素質を先天的に合わせ持つ最強の闘士」が派遣されているとの事。
- 沙羅曼蛇 (OVA)第1巻

バクテリアンに取り込まれた惑星サラマンダのコアとして登場し、FC版のように周囲を火竜に守らせている。OVAでは、サラマンダ星の人間を巨大な脳の形をしたコントローラー「サイバーブレイン」に改造したものを内部に組み込み、これで惑星全体を制御しているという独自の設定がなされた。なお、サイバーブレインの詳細が明かされるのは第2巻「瞑想のパオラ」である。

## 派生
ノービル
グラディウス外伝ステージ2「復讐者の鎮魂歌」下部ルートのボス。外見こそ小型化されたコアタイプのボスだが、前述のようにコアは凝縮されたゼロスフォースである。機体後部に設置されている6本の触手を床や天井に伸ばし、スクラップをまとい、その後は触手を自機に向けミサイルのように高速で伸ばしてくる。なおその際触手の先端部が赤く光る。その攻撃を数回繰り返した後機体前部にある四門のレーザー砲を数回照射してくる。その際纏っていたスクラップを前方へばら撒き以降はそれを繰り返す。スクラップそのものの耐久力は低いので、同作品のボスの中では弱い部類。
ベリアール
グラディウスIVステージ6、細胞ステージのボス。ノービルと異なり生物系ボスキャラ、前述のようにこちらもコアは凝縮されたゼロスフォースである。外見は本体前方にコアが露出し、後部には眼球状の支援ユニットを放出するハッチ状の口があり、左右（画面からは上下に）通常弾を発射する碗が一本ずつ。支援ユニットは破壊可能だが、破壊されると後部の口から即時に放出される。攻撃はコア及び支援ユニットからのレーザー攻撃と、碗部からの通常弾。本体と支援ユニットから照射されるレーザーの発砲間隔は短く、支援ユニットも放出後一定時間ベリアールの上下に位置したのち、画面左側へ回転しながらレーザーを乱射しながら直進してくる。碗部からの通常弾も一発の時と放射状にばら撒くパターンも加わり、攻撃は熾烈を極め、更にベリアールの手首自体が本体の攻撃パターンと関係なく突然射出されることもある。グラディウスシリーズのボスにしては珍しく回避にはアドリブが要求されるなど、同作品の中でも強い部類のボスである。

## 類似
攻撃方法は異なるが、行動の性質や外観が類似しているキャラクターを記述する。
ビッグアイ
グラディウスIIステージ2のボス。FC版ではステージ2の中ボス。本体は名称のように大きな眼球だが、通常はドーム状の目蓋と二本の触手でガードされている。攻撃法は破壊可能な弾と破壊不可能な大型弾の二つ。前者は打ち漏らすと画面後方に溜まっていき坑道が狭くなっていく。最終的には眼球そのものがプレイヤー機を押しつぶそうと迫ってくる。
OAV作品である『沙羅曼蛇 ゴーファーの野望』に登場している。
バブルアイ
グラディウスIIIステージ2のボス。一見するとゼロスフォースとよく似たデザインだが。ゾウリムシのような単細胞生物をそのまま巨大化させたようなデザインである。弱点であるコアに攻撃する度にその個所が凹んでいく。しかしその後攻撃をしばらくしないと凹んだ部分が修復されてしまう。攻撃は高速で反射する泡がメインだが、外見に反して高速で動き回りプレイヤー機を押しつぶそうとする。凹み具合が足らないとそのまま押しつぶされる。実は本体の左下部分の当たり判定はグラフィックからはみ出ているため回避は難しい。SFC版は動きが遅く、泡の耐久力も低いため同作品中最弱のボスである。

## 関連作品
魂斗羅ReBirth
NEO沙羅曼蛇軍が過去の地球に住む原始KONTORAを殲滅するために地球を覆う兵器として使用。